# パンツァーカイル

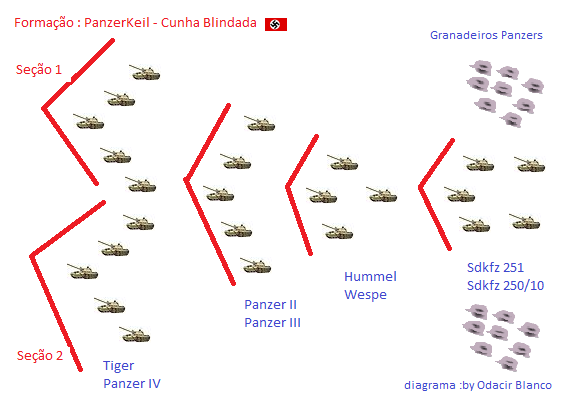
一般的なパンツァーカイル

パンツァーカイル(独:Panzerkeil)とは、第二次世界大戦中の東部戦線においてドイツ軍が生み出した装甲戦術である。ソ連が模倣し、利用したパックフロント(対戦車陣地)に対抗するために開発された。
パンツァーカイルは、戦車を中心とした装甲車両を使用し形成される攻撃陣形である。先頭を走行するのは重装備車両であり、そこを中心に楔形陣形を築く。この陣形が使用された戦いであるクルスク会戦では、先頭をティーガーI(VI号戦車)が担当し、中間をV号戦車パンターが固め、両翼をIII号戦車、IV号戦車が補助する形をとった。
この陣形の利点は、対立するパックフロントの砲手が、パンツァーカイルの奥行によって常に射程を調節しなければならないことである。また、装甲の厚い戦車が盾となることで、装甲の薄い戦車をより安全に運用できる点も挙げられる。
パンツァーカイルの成果はまちまちであった。ドイツのツィタデレ作戦中に行われたパンツァーカイルでは、ヘルマン・ホト上級大将指揮の第4装甲軍がソ連の強固な防衛線を突破した。一方、ヴァルター・モーデル元帥率いる第9軍はソ連の対戦車射撃に苦戦し、結果としてソ連軍を突破できず、大きな損害を被った。